# Tselakai Dezza
Tselakai Dezza és una concentració de població designada pel cens dels Estats Units a l'estat de Utah. Segons el cens del 2000 tenia 103 habitants.

## Demografia
Segons el cens del 2000, Tselakai Dezza tenia 103 habitants, 28 habitatges, i 25 famílies. La densitat de població era de 2 habitants per km².
Dels 28 habitatges en un 35,7% hi vivien nens de menys de 18 anys, en un 64,3% hi vivien parelles casades, en un 21,4% dones solteres, i en un 10,7% no eren unitats familiars. En el 10,7% dels habitatges hi vivien persones soles el 7,1% de les quals corresponia a persones de 65 anys o més que vivien soles. El nombre mitjà de persones vivint en cada habitatge era de 3,68 i el nombre mitjà de persones que vivien en cada família era de 3,92.
Per edats la població es repartia de la següent manera: un 30,1% tenia menys de 18 anys, un 15,5% entre 18 i 24, un 24,3% entre 25 i 44, un 23,3% de 45 a 60 i un 6,8% 65 anys o més.
L'edat mediana era de 26 anys. Per cada 100 dones de 18 o més anys hi havia 84,6 homes.
La renda mediana per habitatge era de 47.250 $ i la renda mediana per família de 47.250 $. Els homes tenien una renda mediana de 100.000 $ mentre que les dones 5.000 $. La renda per capita de la població era de 19.021 $. Cap de les famílies estaven per davall del llindar de pobresa.
El segons el cens dels Estats Units de 2010 el 99,03% dels habitants són nadius americans i el 0,97% blancs.

## Poblacions més properes
El següent diagrama mostra les poblacions més properes.